# Kandahari Begum
Kandahari Begum (scritto anche come Qandahari Begum e nota anche come Kandahari Mahal; Kandahar, 1593 – fra il 1628 e il 1650) è stata una principessa persiana appartenente alla dinastia safavide, nonché prima consorte dell'imperatore indiano Shah Jahan della dinastia Moghul.

## Biografia
Kandahari Begum nacque nel 1593 a Kandahar. Era per nascita una principessa safavide, la più longeva delle dinastie regnanti in Persia, in quanto figlia di Muzaffar Husain Mirza Safavi, discendente diretto di Ismail I. Kandahari non era il suo nome originale, che non è noto, ma semplicemente un epiteto riferito al suo luogo di nascita usato nelle cronache Moghul, per sottolineare il suo status inferiore rispetto alla seconda moglie di Shah Jahan, Mumtaz Mahal.
Alla fine del 1595, l'imperatore Moghul Akbar conquistò Kandahar e costrinse Husain alla resa. Pochi mesi dopo, insieme alla figlia e ai quattro figli, Bahram Mirza, Haider Mirza, Alqas Mirza e Tahmasp Mirza, e al fratello minore Rustam Mirza, venne trasferito in India, dove gli vennero assegnate ricchezze e una posizione d'onore a corte. Ciononostante, non si ambientò mai in India e morì nel 1603.
Alla fine del 1609, Jahangir, figlio di Akbar che gli era succeduto sul trono, decise di risolvere la tensione politica fra l'Impero Moghul e quello persiano tramite un'alleanza matrimoniale. Scelse quindi il suo terzo figlio, Khurram (poi imperatore Shah Jahan), come sposo di Kandahari. Khurram accolse la notizia con ambiguità: se da un lato questo matrimonio rafforzava la sua posizione a corte, dall'altro era noto che il principe era innamorato di Arjumand Begum (poi Mumtaz Mahal), figlia di Asaf Khan, con la quale le era stato negato il matrimonio. Il fidanzamento durò a lungo, forse per la ritrosia di Khurram verso la fidanzata e per mantenere aperta la possibilità di annullare l'unione nel caso la situazione politica fosse cambiata.
Alla fine, la coppia si sposò ad Agra l'8 novembre 1610. Un anno dopo, la coppia ebbe la loro unica figlia.
Kandahari morì in data sconosciuta fra il 1628 e il 1650, venendo sepolta ad Agra, in un mausoleo a suo nome situato nel giardino da lei fondato. Il mausoleo e la moschea vicina furono in gran parte distrutti nel 1707 e a oggi sono stati demoliti per far spazio a costruzioni moderne.

## Discendenza
Da suo marito, ebbe una sola figlia:
- Parhez Banu Begum (Agra, 21 agosto 1611 - Delhi, 19 ottobre 1675). Nota anche come Purhunar Banu Begum. Era la figlia maggiore di suo padre e l'unica di sua madre. Venne nominata dal nonno Jahangir e, dopo la nascita, affidata alla bisnonna acquisita Ruqaiya Sultan Begum. Alla morte di suo padre nel 1666, fu invece raccomanda alla sorellastra minore, Jahanara Begum. Morì nubile e senza discendenza e fu sepolta nel giardino di Delhi da lei costruito.